# 關·史黛西
關·史黛西（英語：Gwen Stacy）是漫威漫畫中的蜘蛛人的一個角色。關是大學生，在彼得與瑪莉珍·華生（Mary Jane Watson）交往之前第一個認真的女朋友。然而蜘蛛人的編劇與影迷之間對於關或是瑪莉珍誰才是蜘蛛人的真愛仍有爭論。

## 角色生平
本角色由劇作家史丹·李與漫畫家史蒂夫·迪特科共同創作，關首次於驚奇蜘蛛人第31集（1965年12月號）現身。在綠惡魔與蜘蛛人的一場對決中，綠惡魔殺死了關。殺死關的決定與方法在當時都造成影迷之間的巨大討論。然而，關的死亡形成蜘蛛人漫畫歷史中一個重要的關鍵。

### 背景
彼得·帕克在帝國州立大學（漫畫中的虛構大學）認識了關，兩人當時都是帝國州立大學的學生。一開始，由於嬸嬸梅·帕克住院，因此彼得並沒有特別注意到關。在憤怒之下，關同時與閃電·湯普森和哈利·奧斯朋約會。漸漸地，關在科學課堂上開始注意到彼得的才氣。在漫畫中，彼得由於認為瑪莉·珍·華生相當膚淺而且自私後不再與瑪莉珍約會，幾乎是同時間，就開始跟關約會。
他們的戀情一開始差點無法開始，由於關的父親兼紐約市警察局局長喬治·史黛西（George Stacy）受到控制，並與彼得打了起來。而關看到這一幕，以為彼得攻擊她的父親，於是暫停約會。最後關了解到事實，便與彼得和好。由於蜘蛛人與八爪博士的戰爭中，關的父親被掉落的碎片砸死，因此兩人的戀情受到了考驗。關責怪蜘蛛人造成她父親的死亡，這造成他們暫時分手。之後關宣稱要前往歐洲療傷。事實上關是想彼得向她求婚並叫她留下來。然而彼得由於愧疚，並沒有阻止她離開。
後來彼得前往英國倫敦探望關，但是由於有案件發生，因此彼得沒辦法見到關。這讓關輕易地聯想到蜘蛛人就是彼得。關最後了解她逼迫彼得結婚這件事是個錯誤。最後關回到紐約並跟彼得復合。

### 死亡
在1973年6月號的《驚奇蜘蛛人》#121中，綠惡魔因為發現彼得就是蜘蛛人而綁架關到喬治華盛頓大橋的塔上。蜘蛛人到了那裡並與綠惡魔作戰。綠惡魔將關往下丟後，蜘蛛人使用蜘蛛絲黏住關的腿部。當時蜘蛛人以為成功救了關，把她放下來後才知道關已經死了。由於震驚與憤怒，蜘蛛人差點為了報仇而殺了綠惡魔，但最後蜘蛛人沒有這麼做。雖然如此，但最終綠惡魔使用他的滑翔機試圖殺害蜘蛛人的時候仍刺死了自己。不過由於綠惡魔無法回答問題，彼得一直無法了解當關摔下去的時候就已經死亡或是他的蜘蛛絲造成關摔斷了脖子。
關的死亡在漫畫書的書迷之間引起了巨大的震撼。在她之前，除了是做為一個故事的起源本身之外，在其他超級英雄的故事裡，從來沒有發生過這種重大災變。更不用說超級英雄的戀人會在毫無預告下死的這麼突然。許多人指出關的死亡可以代表漫畫的白銀時代的結束。
在現實生活中，一位物理學家James Kakalios在他的書《The Physics of Superheroes》中使用牛頓運動定律解釋突然的停止可能是造成關死亡的原因。在漫畫 Civil War: Casualties of War: Captain America/Iron Man (2007) 當中也同意從高速掉落中突然停住會致命。這個「彼得·帕克/蜘蛛人」（Peter Parker/Spider-Man）的問題，後來被證實使用蜘蛛絲造成關的脖子扭斷。但與漫畫不同的是，在警方的法醫報告中指出關是因為摔下去的時候摔斷脖子，因此最後問題還是出在綠惡魔而不是蜘蛛人（在2014年電影《蜘蛛人驚奇再起2：電光之戰》中，雖然彼得射出蜘蛛絲，在關墜地前先黏住她，但由於慣性，關還是撞到地面摔斷脖子而死去，所以是綠惡魔造成關的死亡）。

### 關死後
在漫威宇宙中，關的死亡也引起了巨大的反響。瑪莉珍感到深深地痛失摯友並變得更成熟和富有同情心。關的死亡也讓彼得與瑪莉珍的友情加速，最後發展成戀人關係。而關的一位教授麥爾斯·華倫（Miles Warren）暗戀關已久，由於關的死亡，讓華倫漸漸地變得越來越瘋狂，並變成另一個反派角色Jackal。而後來的故事中透露關曾與綠惡魔發生關係並懷孕，而在巴黎期間生下一對龍鳳胎。

## 其他版本

### House of M
關依然活著並跟彼得結婚。

### 「女蜘蛛人」關·史黛西
關取代彼得在意外中被一隻受過放射性感染的蜘蛛咬傷後，獲得具有蜘蛛一般的特殊能力，成為女蜘蛛人，但彼得則變成蜥蜴人並於意外中死亡。

## 其他媒体

### 電視
- 在1990年代的一部電視卡通中，關·史黛西刻意地並未現身。當時的創作者認為如果關不用現身就不必死亡。由於這個原因，在與綠惡魔的對決中變成由瑪莉珍·華生替代關史黛西。
- 在另一部蜘蛛人的卡通《The Spectacular Spider-Man（英语：The Spectacular Spider-Man (TV series)）》中，關被描繪成一個害羞的女孩，是彼得·帕克的好朋友之一。之後演變成暗戀對象，然而該部系列在他們正式發展成戀人關係前就被取消。
- 在2017年的一部卡通《蜘蛛人》中，關為地平線中學的才女，是彼得·帕克的同學和朋友。麥爾斯·華倫則是她的監護人。

### 電影

#### 蜘蛛人三部曲
- 在2007年電影《蜘蛛人3》中，由布萊絲·達拉斯·霍華飾演關·史黛西。電影中為彼得·帕克在哥倫比亞大學就讀時新認識的女生，並且與瑪莉珍·華生有競爭關係。

#### 
- 2012年電影《蜘蛛人：驚奇再起》中由艾瑪·史東飾演關·史黛西（英语：Gwen Stacy (The Amazing Spider-Man film series)），在系列電影是蜘蛛人的主要戀愛對象。電影中，關在奧斯朋企業工作，而彼得·帕克在奧斯朋企業被蜘蛛咬傷後成為了蜘蛛人。關很快地喜歡上彼得，而彼得亦毫不介意地向關透露他就是蜘蛛人。

- 2014年電影《蜘蛛人驚奇再起2：電光之戰》中由艾瑪·史東繼續飾演關·史黛西。如同漫畫一樣死去，不過不同於漫畫，從一個鐘樓中摔落；而驅使他死亡原兇的綠惡魔則是哈利·奧斯朋，而非其父親諾曼·奧斯朋。

## 外部連結
- The Grand Comics Database （页面存档备份，存于）
- The Unofficial Handbook of Marvel Comics Creators （页面存档备份，存于）
- Physics of Superheroes 1 - Death of Gwen Stacy （页面存档备份，存于）
- （页面存档备份，存于）